# Droga wojewódzka 720
Die Droga wojewódzka 720 (DW 720) ist eine 20 Kilometer lange Droga wojewódzka (Woiwodschaftsstraße) in der polnischen Woiwodschaft Masowien, die Nadarzyn mit Błonie verbindet. Die Strecke liegt im Powiat Pruszkowski und im Powiat Warszawski Zachodni.

## Streckenverlauf
Woiwodschaft Masowien, Powiat Pruszkowski
-  Nadarzyn (S 8, DK 8, DW 721)
-  Otrębusy (DW 719)
-  Brwinów (DW 719)
- Biskupice
- Czubin

Woiwodschaft Masowien, Powiat Warszawski Zachodni
-  Rokitno (DW 700)
-  Błonie (DK 92, DW 579, DW 587)